# Stonewall (Texas)
Stonewall és una concentració de població designada pel cens dels Estats Units a l'estat de Texas. Segons el cens del 2000 tenia 469 habitants.

## Demografia
Segons el cens del 2000, Stonewall tenia 469 habitants, 176 habitatges, i 133 famílies. La densitat de població era d'11,9 habitants per km².
Dels 176 habitatges en un 34,1% hi vivien nens de menys de 18 anys, en un 58% hi vivien parelles casades, en un 13,6% dones solteres, i en un 24,4% no eren unitats familiars. En el 20,5% dels habitatges hi vivien persones soles el 10,8% de les quals corresponia a persones de 65 anys o més que vivien soles. El nombre mitjà de persones vivint en cada habitatge era de 2,66 i el nombre mitjà de persones que vivien en cada família era de 3,07.
Per edats la població es repartia de la següent manera: un 28,1% tenia menys de 18 anys, un 7,7% entre 18 i 24, un 22,6% entre 25 i 44, un 22,4% de 45 a 60 i un 19,2% 65 anys o més.
L'edat mediana era de 37 anys. Per cada 100 dones de 18 o més anys hi havia 92,6 homes.
La renda mediana per habitatge era de 36.210 $ i la renda mediana per família de 37.721 $. Els homes tenien una renda mediana de 29.531 $ mentre que les dones 30.083 $. La renda per capita de la població era de 22.035 $. Aproximadament el 19,3% de les famílies i el 17,1% de la població estaven per davall del llindar de pobresa.

## Poblacions més properes
El següent diagrama mostra les poblacions més properes.